# Heteropoda tokarensis
Heteropoda tokarensis là một loài nhện trong họ Sparassidae.
Loài này thuộc chi Heteropoda. Heteropoda tokarensis được Takeo Yaginuma miêu tả năm 1961.